# Ludwig Bieberbach
Ludwig Georg Elias Moses Bieberbach (Goddelau, 4 dicembre 1886 – Oberaudorf, 1º settembre 1982) è stato un matematico tedesco, noto in particolare sia per la cosiddetta congettura di Bieberbach, sia per l'omonimo teorema sulle varietà piatte.

## Biografia

### Formazione e carriera
Inizialmente iscritto ad Heidelberg, si è laureato in matematica all'Università di Gottinga alla scuola di Felix Klein. Tra il 1910 e il 1913 ha conseguito prima, sempre a Gottinga, il dottorato di ricerca e l'abilitazione all'insegnamento, quindi, all'Università di Basilea, la nomina a professore ordinario. Ha insegnato in seguito all'Università di Francoforte finché si è trasferito a Berlino (1921), nel cui ateneo è rimasto sino al 1945, quando ne è stato estromesso - così come da circoli e associazioni di cui faceva parte, tra le quali l'Accademia Prussiana delle Scienze e l'Accademia Cesarea Leopoldina - a causa delle sue posizioni naziste. Infatti, egli aveva fondato la «Deutsche Mathematik» (in italiano Matematica tedesca), un periodico che cercava di applicare il nazionalismo ariano alla scienza, e alla matematica in particolare, in chiave antiebraica. Lo stesso fine ha mutuato nello «Jahrbuch über die Fortschritte der Mathematik» (Annuario sullo stato di avanzamento della matematica), sia quando ne è stato redattore, sia quando, nel 1939, ne ha cooptato alla stessa mansione il collega matematico Harald Geppert.

### Attività scientifica
Si è occupato in particolare di Analisi complessa, con esiti che hanno trovato applicazione soprattutto nella dinamica dei sistemi a più variabili e nell'aerodinamica. Da questi studi, nel 1916, è pervenuto alla omonima congettura, che sarebbe stata risolta da Louis de Branges solo nel 1984, stabilendo le condizioni mediante le quali una funzione olomorfa riesca iniettivamente - per mezzo delle serie di Taylor - a trasformare il disco unitario nel piano complesso. In base alla sua classificazione dei gruppi cristallografici generalizzati, ha potuto affermare che ogni varietà piatta compatta è rivestita da un toro (teorema di Bieberbach). È anche considerato il risolutore del 18º problema di Hilbert.
Fra i suoi principali contributi a stampa in tema di matematica e geometria, più volte riediti, il Differenziale e calcolo integrale (1918), il Manuale della teoria funzionale (1921) e la Teoria delle equazioni differenziali ordinarie (1923).